# Bögöt
Bögöt è un comune dell'Ungheria di 391 abitanti (dati 2001). È situato nella contea di Vas.